# Rocca dei Baranci
La Rocca dei Baranci (2.966 m s.l.m. Haunold in tedesco) è una cima delle Dolomiti di Sesto nelle Dolomiti in Alto Adige.

## Descrizione
È la cima più alta del gruppo Rondoi-Baranci ed è famosa per gli splendidi scorci che offre la parete nord, che dà su San Candido. La vetta prende il nome da un gigante, protagonista di una leggenda del luogo. Il barancio è un nome del pino mugo.
Nei giorni sereni, quando il sole illumina l'imponente vetta, la luce riflessa dalla croce metallica posta in vetta è perfettamente visibile fino al paese.
La rocca di per sé risulta difficile da raggiungere; un'alternativa più semplice è salire sulla Piccola Rocca dei Baranci (2158 m) raggiungibile sia da San Candido che dal rifugio Tre Scarperi.

## Galleria d'immagini

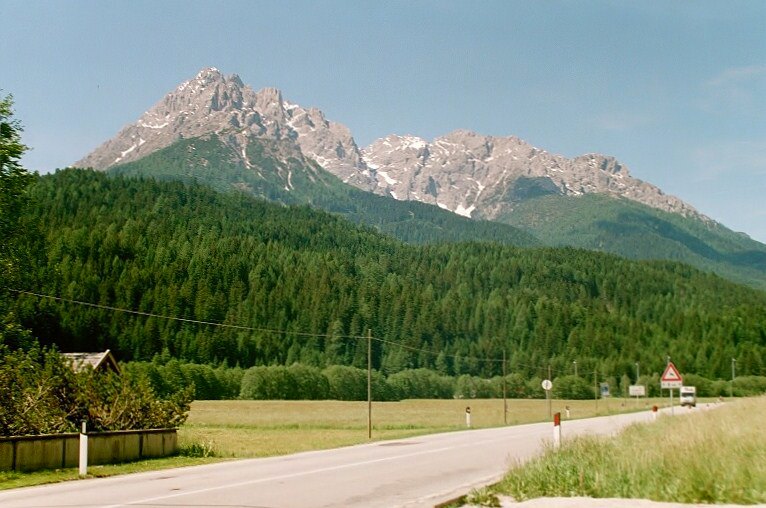
il gruppo visto da nord-est nel giugno 2001
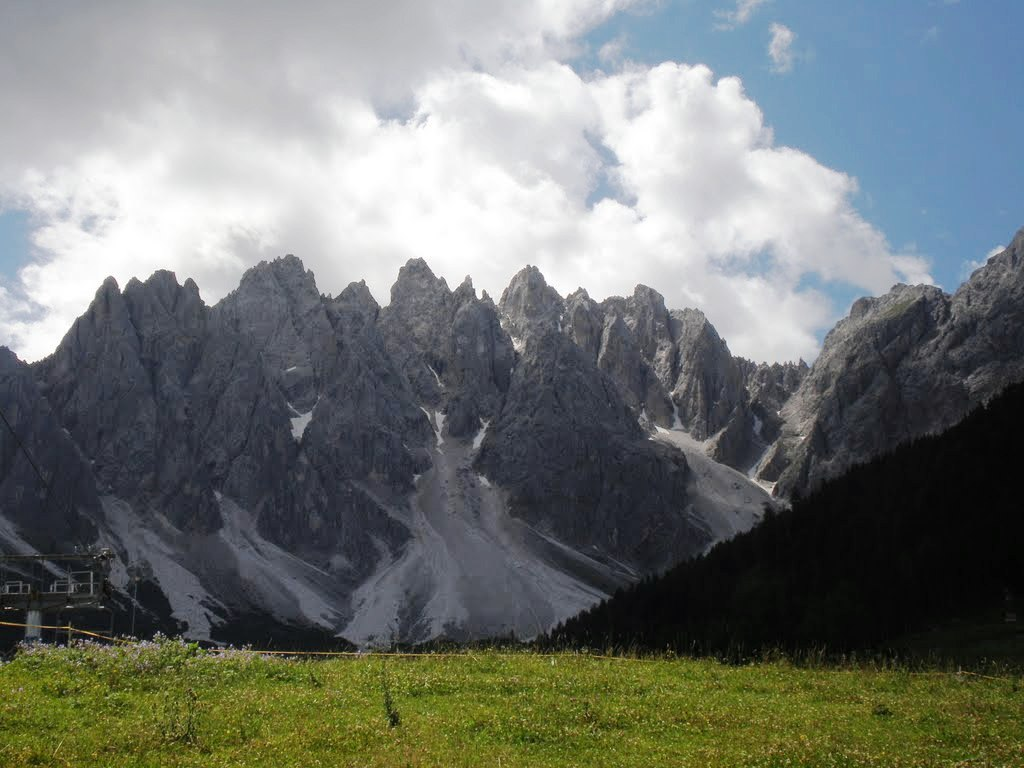
Vista del versante nord della rocca
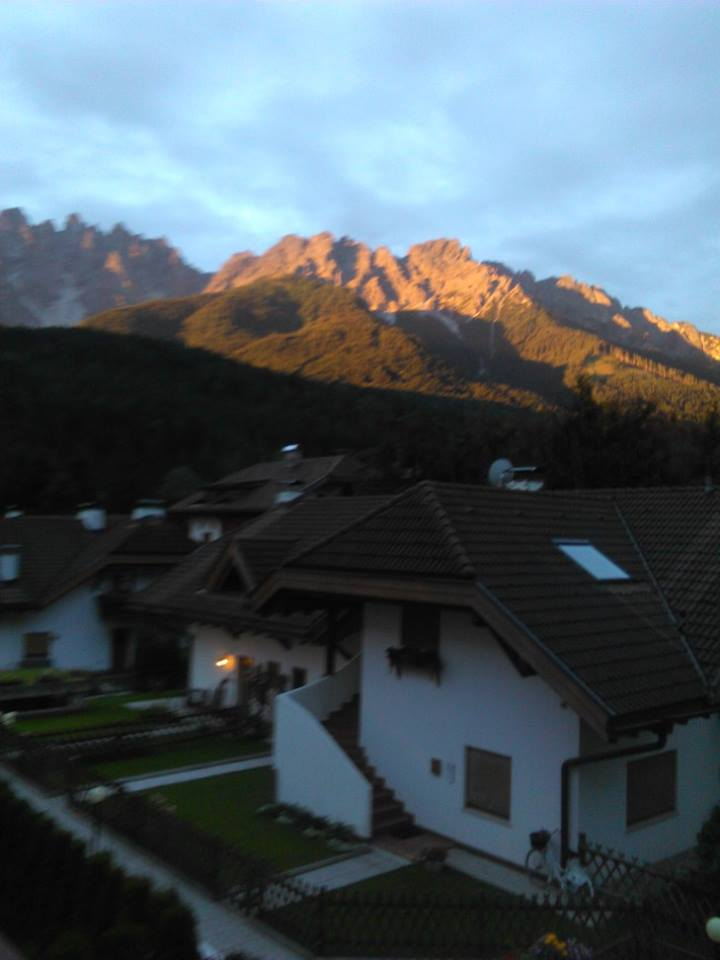
I Baranci all'alba visti da San Candido